# Eleutherobia rotifera
Eleutherobia rotifera är en korallart som först beskrevs av Thomson 1910.  Eleutherobia rotifera ingår i släktet Eleutherobia och familjen läderkoraller. Inga underarter finns listade i Catalogue of Life.